# (9931) Herbhauptman
(9931) Herbhauptman est un astéroïde de la ceinture principale.

## Description
(9931) Herbhauptman est un astéroïde de la ceinture principale. Il fut découvert le 18 avril 1985 à l'Observatoire Kleť par Antonín Mrkos. Il fut nommé en honneur de Herbert Aaron Hauptman. Il présente une orbite caractérisée par un demi-grand axe de 2,38 UA, une excentricité de 0,18 et une inclinaison de 2,5° par rapport à l'écliptique.

## Compléments